# James Alfred Ewing

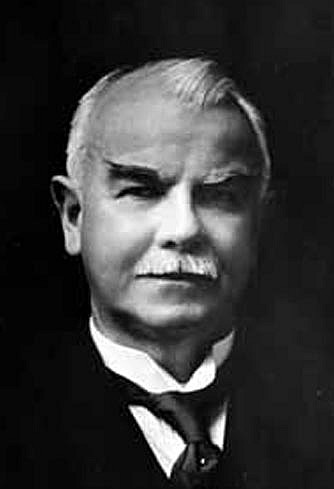
James Ewing

Sir James Alfred Ewing (* 27. März 1855 in Dundee, Schottland; † 7. Januar 1935 in Cambridge, Cambridgeshire) war ein schottischer Physiker und Ingenieur, der vor allem die magnetischen Eigenschaften der Metalle erforscht hat und dafür den später verallgemeinerten Begriff der Hysterese prägte.

## Leben
Ewing wurde als dritter Sohn eines Geistlichen der Free Church of Scotland geboren und besuchte dort die West End Academy und die High School of Dundee, wo er früh Interesse an Physik, Chemie und Technik zeigte, womit er in einer literarisch und klerikal geprägten Familie eine Außenseiterposition einnahm.
Er graduierte zum Ingenieur an der Universität von Edinburgh, wo er unter William Thomson, dem späteren Lord Kelvin, und Peter Guthrie Tait studierte. In den Ferien arbeitete er auf Telegrafenkabelverlegungsexpeditionen unter Thomson und Fleeming Jenkin, unter anderem in Brasilien.
1878 folgte er dem Ruf an der Modernisierung Japans nach dem Ende der Meiji-Zeit als o-yatoi gaikokujin („angeworbener Ausländer“) mitzuwirken. Er wurde Professor für Technische Mechanik an der Universität Tokio und begründete die seismologische Forschung in Japan.
An der Tokioter Universität traf Ewing u. a. auf Basil Hall Chamberlain, Thomas Henry James, Henry Dyer (1848–1918) und William Edward Ayrton.
In Tokio hielt Ewing Kurse in Mechanik und über die Theorie der Wärmekraftmaschinen für Ingenieurstudenten sowie Vorlesungen über Elektrizitätslehre und Magnetismus für angehende Physiker.
Er forschte auf dem Gebiet des Magnetismus, wo er den Begriff der Hysterese entwickelte. Darüber hinaus beschäftigte er sich mit Erdbebenforschung, wo er mit Thomas Lomar Gray (1850–1908) und John Milne zusammenarbeitete. Sie entwickelten neue Seismografen, wobei Milne das Verdienst zugeschrieben wird, den ersten modernen Horizontal-Pendel-Seismografen erfunden zu haben.
Im Jahre 1883 kehrte Ewing nach Schottland zurück und arbeitete fortan am Universitäts-College Dundee. Er fand dort ärmliche Lebensverhältnisse in etlichen Teilen der Stadt vor und versuchte zusammen mit den lokalen Behörden und örtlichen Industriellen, die Situation zu verbessern.
Sieben Jahre später, 1890, wurde er zum Professor für Angewandte Mechanik am King’s College, Cambridge, berufen. Er forschte dort über die Magnetisierung der Metalle und hinterfragte den klassischen Ansatz von Wilhelm Weber. 1890 entdeckte er, dass die Magnetisierung von Metallen bei Wechselströmen dem Strom hinterherläuft und nicht mehr in den Ausgangszustand zurückkehrt. Er beschrieb die Hysteresekurve und stellte Überlegungen zum Magnetismus der einzelnen Moleküle an.
Er beschäftigte sich dabei auch mit der kristallinen Struktur von Metallen. Zusammen mit seinem Freund Charles Algernon Parsons entwickelte er eine neuartige Turbine.
Zum Direktor der Marineausbildung der Admiralität wurde er 1903 ernannt. 1916 schließlich wurde er Vizekanzler der Universität von Edinburgh, was er bis zu seiner Emeritierung 1929 blieb.

## Ehrungen
- Mitglied („Fellow“) der Royal Society of Edinburgh (1878);
- Mitglied („Fellow“) der Royal Society (1887);
- Royal Medal der Royal Society (1895);
- CB (1907);
- KCB (1911);
- Präsident der Royal Society of Edinburgh (1924–1929);
- Albert Medal der Royal Society of Arts (1929);
- Präsident der British Association for the Advancement of Science (1932);
- Die Institution of Civil Engineers verleiht seit 1938 die James Alfred Ewing Medal für besonders verdienstvolle Forschungsbeiträge zu den Ingenieurwissenschaften.

## Arbeiten
- Treatise on Earthquake Measurement (1883)
- Magnetic Induction in Iron and Other Metals (1891)
- The Steam Engine and other Heat Engines (1894)
- The Strength of Materials (1899)
- The Mechanical Production of Gold (1908)
- Thermodynamics for Engineers (1920).

## Bibliographie
- Bates, L. F. (1946) Sir Alfred Ewing: A Pioneer in Physics and Engineering ISBN 1-11451704-6
- S. Noma (Hrsg.): Ewing, James Alfred. In: Japan. An Illustrated Encyclopedia. Kodansha, 1993. ISBN 4-06-205938-X, S. 352.
- Pedlar, Neil, 'James Alfred Ewing and his circle of pioneering physicists in Meiji Japan', Chapter 8, Britain & Japan: Biographical Portraits Volume III, ed. J.E. Hoare, Japan Library, 1999. ISBN 1-87341089-1

| Personendaten    | Personendaten                                |
| ---------------- | -------------------------------------------- |
| NAME             | Ewing, James Alfred                          |
| ALTERNATIVNAMEN  | Ewing, Sir James Alfred (vollständiger Name) |
| KURZBESCHREIBUNG | schottischer Physiker und Ingenieur          |
| GEBURTSDATUM     | 27. März 1855                                |
| GEBURTSORT       | Dundee, Schottland                           |
| STERBEDATUM      | 7. Januar 1935                               |
| STERBEORT        | Cambridge                                    |